# Marion Manke
Marion Manke (* 1955, jetzt Marion Zeitler) ist eine ehemalige deutsche Volleyballspielerin.
Marion Manke war zwischen 1976 und 1984 fast 200fache deutsche Nationalspielerin. Sie spielte in den 1970er Jahren beim Dürener TV, mit dem sie 1977 Meister der 2. Bundesliga Nord wurde. Danach wechselte sie zum Erstligisten TV Wetzlar und nach dessen Rückzug 1979 zum SV Lohhof, mit dem sie 1981 den CEV-Pokal gewann sowie dreimal Deutscher Meister und Pokalsieger wurde.
Von 1984 bis 1986 spielte Marion Zeitler beim Ligakonkurrenten TSV Vilsbiburg. Sie besitzt seit 2004 die A-Trainerlizenz und trainiert Jugendmannschaften im Bayerischen Volleyballverband sowie bis 2010 beim TSV Unterhaching.
Marion Zeitler lebt in Unterschleißheim, wo sie seit 1984 mit ihrem Ehemann Heinz eine Werbeagentur betreibt. Ihre Söhne Fabian und Gerrit sind ebenfalls Volleyballer.